# 奧克希爾 (堪薩斯州)
奧克希爾（英語：Oak Hill）是一個位於美國堪薩斯州克萊縣的城市。

## 地方資料
根據2020年美國人口普查的數據，奧克希爾的面積為0.13平方千米，當中陸地面積為0.13平方千米，而水域面積為0.00平方千米。當地共有人口24人，而人口密度為每平方千米184.62人。